# Charles Aránguiz
Charles Mariano Aránguiz Sandoval (* 17. April 1989 in Puente Alto) ist ein chilenischer Fußballspieler. Er steht seit April 2023 zum zweiten Mal in seiner Karriere beim brasilianischen Verein Internacional Porto Alegre unter Vertrag. Von 2015 bis 2023 hatte er für den deutschen Bundesligisten Bayer 04 Leverkusen gespielt und war eine Saison lang dessen Mannschaftskapitän.

## Vereinskarriere

### Anfänge und Durchbruch in Südamerika

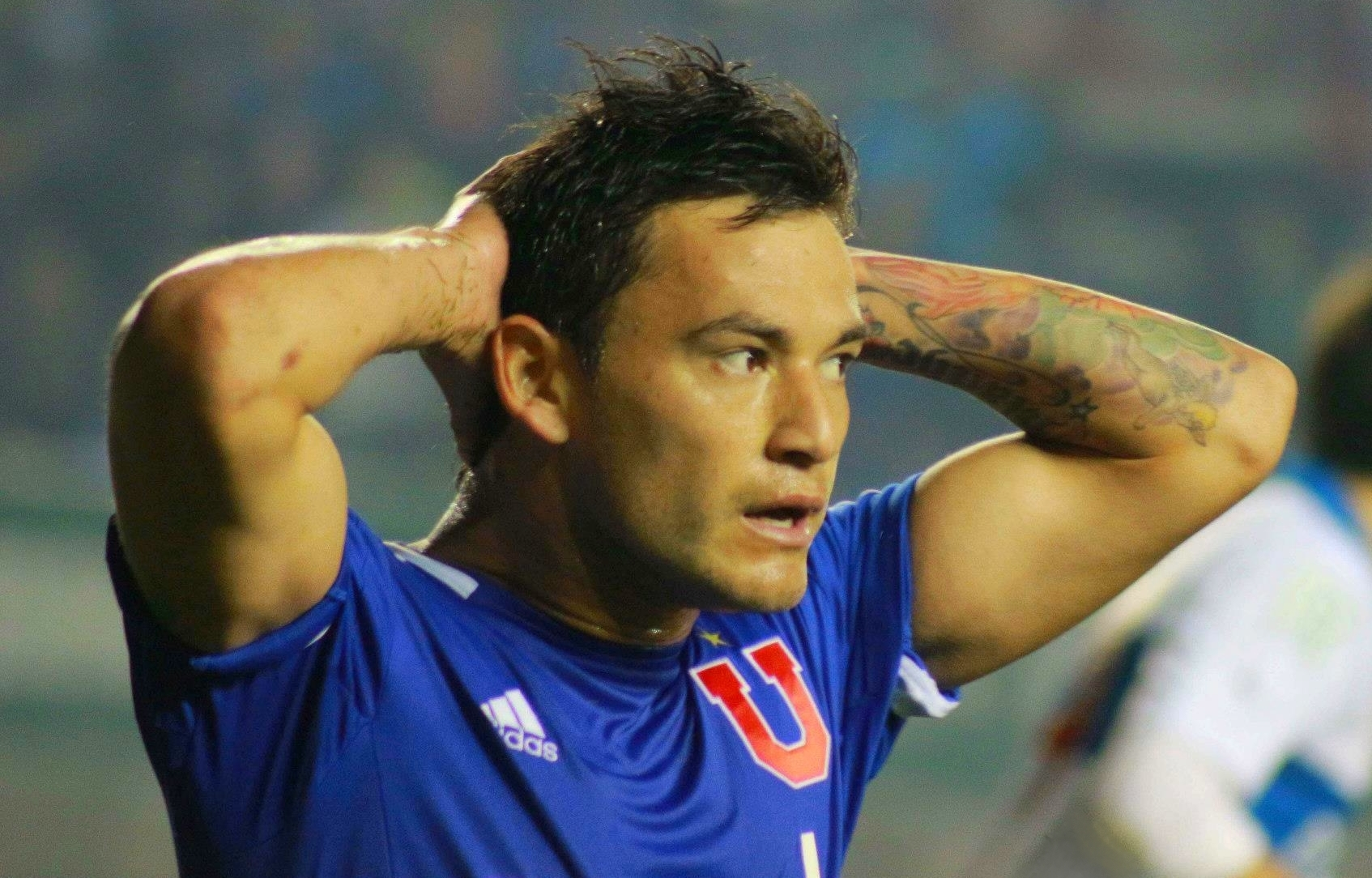
Aránguiz im Trikot des CF Universidad de Chile, 2013

Charles Aránguiz, dessen Mutter Fußballtrainerin ist, spielte in der Jugend beim nordchilenischen Verein CD Cobreloa aus Calama. Bereits mit 16 Jahren wurde er in die erste Mannschaft in der Primera División geholt. In seinen ersten eineinhalb Jahren hatte er 46 Ligaeinsätze absolviert, bevor er für ein halbes Jahr an den Ligakonkurrenten CD Cobresal verliehen wurde. Danach spielte er noch weitere eineinhalb Jahre für Cobreloa.
Im Sommer 2009 wechselte der zentrale Mittelfeldspieler zum chilenischen Rekordmeister CSD Colo-Colo aus der Hauptstadt Santiago und gewann dort mit dem Team in der ersten Clausura den 29. Meistertitel der Vereinsgeschichte. Im Jahr darauf war er in neun Partien an der Vizemeisterschaft beteiligt, jedoch wurde die Saison von einem Erdbebenunglück unterbrochen und Aránguiz wechselte in der zweiten Jahreshälfte für sechs Monate nach Argentinien zum dortigen Erstligisten Quilmes AC.
Nach seiner Rückkehr schloss er sich dem zweiten chilenischen Spitzenclub CF Universidad de Chile an und gewann dort mit beiden Titeln 2011 und dem Apertura-Titel 2012 drei Meisterschaften in Folge. Daraufhin wurde er von der chilenischen Sportpresse zum chilenischen Spieler des Jahres gewählt. 2013 folgte der Sieg im nationalen Pokalwettbewerb.
Anfang 2014 wurde Aránguiz an Internacional Porto Alegre nach Brasilien ausgeliehen. Dort führte er sich mit drei Toren und zwei Vorlagen in sechs Partien in der Série A ein. Aránguiz wurde zum 16. August 2014 von Internacional Porto Alegre fest verpflichtet.

### Bayer 04 Leverkusen
Am 13. August 2015 unterschrieb Aránguiz beim deutschen Bundesligisten Bayer 04 Leverkusen einen Fünfjahresvertrag bis zum 30. Juni 2020. Nachdem er in den ersten beiden Pflichtspielen in der Bundesliga und den Champions-League-Play-offs jeweils auf der Bank saß, verletzte er sich eine Woche nach seiner Verpflichtung im Training an der linken Achillesferse, wodurch er dem Verein ein halbes Jahr fehlte. Mitte Februar 2016 kehrte er ins Individual- sowie einen Monat später ins Mannschaftstraining zurück. Für das Bundesligaspiel am 1. April (28. Spieltag) gegen den VfL Wolfsburg wurde Aránguiz wieder in den Kader berufen und gab beim 3:0-Sieg mit seiner Einwechslung in der 89. Minute für Stefan Kießling sein Bundesliga- und Pflichtspieldebüt für Leverkusen. Bei der 1:2-Auswärtsniederlage gegen Borussia Mönchengladbach am 7. Mai 2016, dem 33. Spieltag, erzielte Aránguiz sein erstes Pflichtspieltor für Leverkusen.
In der Folge wurde der Chilene unter verschiedenen Cheftrainern regelmäßig im zentralen Mittelfeld eingesetzt, erreichte mit Bayer 2017 das Achtelfinale der Champions League sowie ein Jahr später das Halbfinale des DFB-Pokals, das gegen den FC Bayern verloren ging. In der Saison 2018/19 gelang ihm mit elf wettbewerbsübergreifenden Scorerpunkten seine bis dato beste Leistung für den Verein. Innerhalb der aufgrund der COVID-19-Pandemie angeordneten Saisonpause wurde Aránguiz’ auslaufender Vertrag im April 2020 bis Juni 2023 verlängert. Im September 2020 erklärte Cheftrainer Peter Bosz ihn zum Mannschaftskapitän, nachdem der bisherige, Lars Bender, die Funktion nach fünf Jahren aus gesundheitlichen Gründen sowie daraus folgenden geringen Einsatzzeiten abgegeben hatte. Aranguiz stellte sein Amt nach einer Saison zur Verfügung, sodass sein Mannschaftskollege Lukáš Hrádecký Kapitän wurde. Der Mittelfeldspieler hatte in der Spielzeit zuvor, bedingt durch Verletzungen, 25 von 45 möglichen Spielen für die Leverkusener absolviert und sie 22-mal aufs Feld geführt. Er begründete seinen Rückzug damit, dass er sich besser in den Dienst der Mannschaft stellen könne, wenn er sich vollständig auf seine sportliche Leistung konzentriere. Aránguiz verblieb jedoch in einer Führungsfunktion der Mannschaft als einer von drei stellvertretenden Kapitänen.

### Zweites Arrangement bei Internacional
Aránguiz wechselte Anfang April 2023 zurück nach Brasilien und schloss sich abermals Internacional Porto Alegre an. Zuvor hatte er seinen ursprünglich bis Mitte des Jahres laufenden Vertrag bei Bayer 04 aufgelöst.

## Nationalmannschaftskarriere

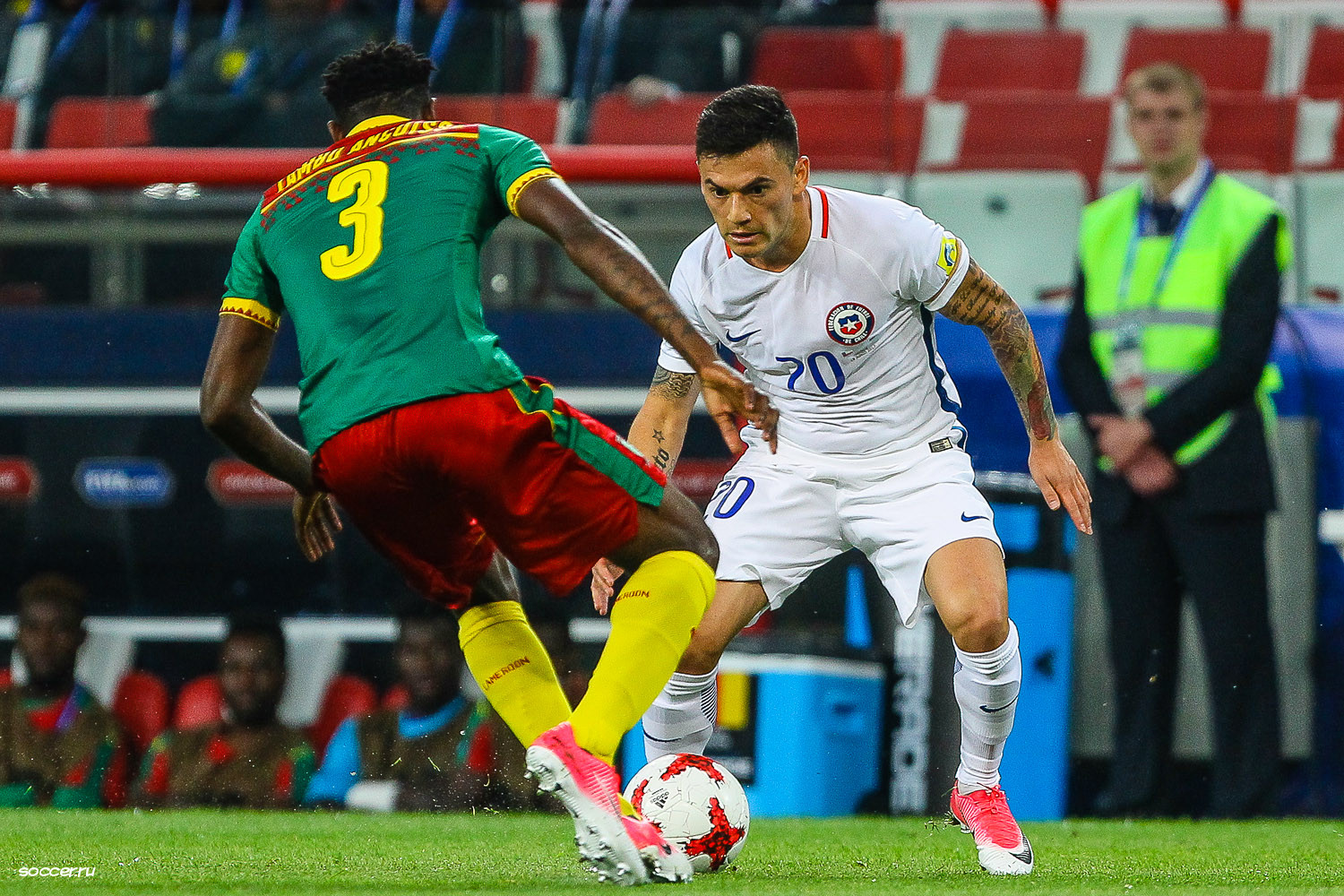
Aránguiz (rechts) während des Konföderationen-Pokals im Spiel gegen Kamerun, 2017

Aránguiz wurde nach seinem Wechsel zu Colo-Colo erstmals in den Kader der chilenischen Nationalmannschaft berufen und gab am 4. November 2009 sein Debüt gegen Paraguay. Im ersten Jahr wurde er dreimal eingesetzt, für die WM 2010 aber nicht berücksichtigt. In der Qualifikation zur WM 2014 wurde er siebenmal eingesetzt und zeichnete sich zweimal als Torschütze aus. Als Stammspieler im 23-köpfigen chilenischen Aufgebot für die WM fuhr er mit nach Brasilien. In allen Vorrundenpartien stand er im Aufgebot und im vorentscheidenden zweiten Spiel gegen den Titelverteidiger Spanien legte er das erste Tor auf und traf selbst zum 2:0-Endstand; Spanien schied dadurch aus dem Turnier aus.
Aránguiz nahm mit der chilenischen Mannschaft an der Copa América 2015 im eigenen Land teil. Er absolvierte alle Spiele von Beginn an und erzielte im Turnier zwei Tore und gab eine Torvorlage. Im Finale gegen Argentinien, das Chile mit 4:1 i. E. gewann, verwandelte Aránguiz den dritten Elfmeter.
Aránguiz wurde für die Copa América Centenario 2016 – eine Sonderaustragung der Copa América, die anlässlich des 100-jährigen Bestehens des südamerikanischen Fußballverbandes im Juni 2016 in den eigentlich zum nordamerikanischen Verband zählenden Vereinigten Staaten stattfand – in den Kader der Chilenen berufen. Er absolvierte alle Spiele in der Startformation und wurde nur im ersten Gruppenspiel ausgewechselt. Im Viertelfinale war er Teil der Mannschaft, die mit einem 7:0-Sieg über Mexiko den Rekord für den höchsten Länderspielsieg der chilenischen Fußballnationalmannschaft einstellen konnte. Im erreichten Finale sah man sich wie im Copa-América-Endspiel im vorherigen Jahr Argentinien gegenüber. Es kam ebenso wieder zum Elfmeterschießen, in dem Aránguiz den dritten Versuch seiner Mannschaft verwandeln konnte. Chile gewann das Elfmeterschießen mit 4:2.

## Erfolge
Colo-Colo
- Chilenischer Meister: 2009-C

Universidad de Chile
- Chilenischer Meister: 2011-A, 2011-C, 2012-A
- Copa Chile: 2012/13
- Copa Sudamericana: 2011

Internacional
- Staatsmeister von Rio Grande do Sul: 2014, 2015

Chile
- Copa América: 2015
- Copa América Centenario: 2016
- FIFA-Konföderationen-Pokal: Finalist 2017

## Auszeichnungen
- Chiles Fußballer des Jahres: 2012